# أثر جائحة فيروس كورونا على ذوي الإعاقة
يتعرض الأشخاص المعوقون لخطر الإصابة بكوفيد-19 بنسبة أعلى من الأشخاص غير المعوقين ولديهم معدلات وفيات أعلى من غير المعوقين. كما تعمق إجراءات الحجر الصحي معاناة الأشخاص في وضعية إعاقة، الذين بات وضعهم اليوم أشد تعقيدا. وينطبق ذلك خاصةً على المعوقين ذهنيًا أو جسديًا، وعلى الأفراد الذين يقيمون في مؤسسات الرعاية، والنساء المعوقات. يتعرض الأشخاص المعوقين بدرجة أكبر لخطر التعرض لمشكلات الصحة والعقلية المتصلة بالوباء، مثل الشعور بالوحدة والعزلة. كذلك هم معرضون للعنف المنزلي وسوء المعاملة في أثناء الوباء. ويعاني الأشخاص ذوو الإعاقة غالبًا من البطالة نتيجة للوباء، وقد يتطلب ذلك تغيير في أنواع التسهيلات التي يحتاجون إليها للعمل. كذلك الأطفال المعوقون يعانون من تعطل برامجهم التعليمية. ويشكل التعلم عن بعد مجموعة من التحديات للأطفال المعاقين، متضمنةً تعطيل العلاج البدني والمهني للوصول إلى التقنيات المساعدة.

## أخطار الإصابة بالمرض
وفقًا لمنظمة الصحة العالمية، يواجه الأفراد ذوو الإعاقة خطرًا أكبر للإصابة بكوفيد-19. وقد لا يتمكنون من اتباع التدابير الوقائية، مثل التباعد الاجتماعي، نتيجة لاحتياجهم إلى الدعم. إضافةً إلى ذلك، يواجه الأفراد عوائق تحول دون الحصول على معلومات عن الوباء، وقد يتعرضون لأخطار أكبر بسبب الظروف السابقة المتعلقة بإعاقتهم، وقد يواجهون اختلالات في خدمات الدعم الحيوية بسبب الوباء. يوجد الأشخاص ذوو الإعاقة غالبًا في مؤسسات دور رعاية المسنين، أو غيرها من مؤسسات الرعاية، إذ من المتوقع أن ينتشر فيها فيروس كوفيد- 19. ويوجد الأشخاص ذوو الإعاقات الذهنية والجسدية بكثرة أيضًا في الأماكن المخصصة للإصلاح وأماكن أخرى للاحتجاز ينتشر فيها كوفيد-19 بسهولة أكثر. وعلى الصعيد العالمي، تشير التقديرات إلى أن ما بين 19٪ و72٪ من الوفيات المرتبطة بكوفيد-19 حدثت في مؤسسات الرعاية إذ يوجد الأشخاص ذوو الإعاقة بكثرة. وطبقًا لتقديرات الأمم المتحدة، يعاني نحو 46% من الأفراد البالغين من العمر 60 عامًا أو أكثر من إعاقة في مختلف أنحاء العالم، ويعيش نحو 80% من سكان العالم المعوقين في البلدان النامية، ما يزيد ذلك من صعوبة حصولهم على الرعاية الصحية. وفي سبيل مواجهة نقص الموارد والأنظمة الصحية المنهكة، أعربت العديد من المنظمات، مثل: (منظمة الصحة العالمية (WHO)، والأمم المتحدة، واليونيسيف)، عن قلقها حول مدى إمكانية وصول الأشخاص المعاقين إلى العلاج الطبي للأمراض والأمراض المرتبطة بكوفيد-19.
أفصحت العديد من المنظمات المعنية بحقوق المعاقين عن قلقها بشأن التقييد الطبي في أثناء الوباء، واحتجت بأن هذه التدابير تتسم بالتمييز والعنصرية تجاه الأفراد ذوي الإعاقة. ولا تستطيع الغالبية العظمى من مقدمي الرعاية الصحية في الولايات المتحدة أن يستخدموا الإعاقة وسيلة لرعاية الحصص التموينية، كما مبين في كل من قانون المساعدة الإنمائية (ADA) وقانون الرعاية الميسورة التكلفة (ACA).
وردًا على هذه المخاوف، أصدر مكتب الحقوق المدنية في الولايات المتحدة في نهاية شهر آذار بيانًا يؤكد فيه أن تدابير التقييد الطبي لا يمكن أن تميز ضد الأشخاص المعاقين والمجموعات المحمية الأخرى. واستنادًا إلى الأرقام التي أصدرها مكتب الإحصاءات الوطنية، في الفترة من مارس إلى مايو 2020، إذ شكّل المعوقون نحو 2/3 من إجمالي وفيات هذا المرض في المملكة المتحدة. وخلص التقرير أيضًا إلى أن احتمالية وفاة النساء المعوقات بسبب مضاعفات كوفيد أكبر بإحدى عشرة مرة من احتمال وفاة نُظرائهن من غير المعوقات. كذلك الرجال المعاقون أكثر عرضة للوفاة من نظرائهم غير المعاقين بنسبة 6.5 مرة بسبب الأمراض المتصلة بفيروس كوفيد-19.  ويتعرض الأشخاص ذوو الإعاقات الذهنية والجسدية خاصةً لخطر الإصابة والوفاة بسبب فيروس كوفيد-19. ووفقًا للبيانات الأولية من الولايات المتحدة، يتعرض الأشخاص ذوي الإعاقات الذهنية للإصابة بفيروس كوفيد أربع مرات أكثر من المعتاد وللوفاة مرتين أكثر من المعتاد، بسبب الفيروس.

## فيروس كورونا والتهديدات التي تواجه الأشخاص ذوي الإعاقة
يواجه الأطفال ذوو الإعاقة في العديد من البلدان عوائق في الحصول على تعليم جيد وشامل. ومع إغلاق الحكومات للمدارس، لجأت الكثير منها إلى تطبيق سياسات التعليم عبر الإنترنت. وبالتالي قد يُستبعد الأطفال ذوو الإعاقات المختلفة إذا لم يكن التعليم عبر الإنترنت متاحا لهم، بما في ذلك من خلال المواد التعليمية واستراتيجيات التواصل المكيّفة والمتاحة. ومن هنا فعلى الحكومات أيضا ضمان توفير مواد وخطط دراسية بصيغة متاحة للطلاب الذين لا يستطيعون الاتصال بالإنترنت. بدون الدعم الحكومي، قد يعاني الوالدان أو مقدمو الرعاية من أجل توفير مجموعة كاملة من الخدمات التي قد يحصل عليها أطفالهم في المدارس.Avenue، Human Rights Watch | 350 Fifth؛ York، 34th Floor | New؛ t 1.212.290.4700، NY 10118-3299 USA | (26 مارس 2020). "احموا حقوق ذوي الإعاقة خلال تفشي فيروس "كورونا"". Human Rights Watch. مؤرشف من الأصل في 2020-04-10. اطلع عليه بتاريخ 2020-04-03.{{استشهاد ويب}}:  صيانة الاستشهاد: أسماء عددية: قائمة المؤلفين (link)
كما إن بعض الأشخاص ذوي الإعاقة الذهنية والتوحد يحتاجون إلى أشخاص آخرين لتقديم المساعدة في الرعاية الذاتية ويالتالي لمسهم عند مساعدتهم في أكثر المهام اليومية الحميمة مثل الاستحمام، وارتداء الملابس. وهذا بدوره ينقل مسئولية اتخاذ اتباع كل التدابير الوقائية الممكنة على الأشخاص الآخرين الذين يساعدونهم. خاصة وأنه يوجد أكثر من مليار شخص حول العالم – تقريبا 15% من سكان العالم – يعيشون مع أحد أشكال الإعاقة.
كما ان ذوي الإعاقة البصرية يعتمدون بشكل اساسي على حاسة اللمس ما يجعلهم أكثر عرضة للمرض، كما أن بعض الاعاقات والامراض يصاحبها ضعف في الجهاز التنفسي كالشلل الدماغي والتصلب اللوحي ما يجعل هؤلاء الأشخاص أكثر عرضة للإصابة، وفي حالات أخرى تؤثر العلاجات التي يتناولها مصابي التوحد وفرط الحركة على جهازهم التنفسي ما يجعل هذه الفئات أكثر عرضة للمرض.
ويمكن أن يكون فيروس كورونا كارثيا في بيئات مثل مخيمات اللاجئين أو غيرها من المخيمات المؤقتة، حيث يعيش الناس في تقارب شديد وغالبا ما يفتقرون إلى الخدمات الأساسية. يواجه الأشخاص ذوو الإعاقة في أماكن مثل هذه عقبات كبيرة أمام الخدمات الأساسية مثل المأوى، والمياه، والصرف الصحي، والرعاية الطبية، في دول مثل بنغلاديش، وجمهورية أفريقيا الوسطى، وسوريا، والكاميرون، واليمن، واليونان.
وتشير البروفيسور«ماري مكارون»، أستاذ الشيخوخة والإعاقة الفكرية في مركز ترينيتي للشيخوخة والإعاقة الفكرية (TCAID) إلى أن قطاعي الصحة والإعاقة غير مهيئين ومجهزين بشكل كاف لتلبية احتياجاتهما، لافتة إلى أنه تاريخياً، تعرض هؤلاء السكان للتحيز السلوكي والتحيز الذي قلل من قيمة حياتهم وقلل من وصولهم في الوقت المناسب إلى الرعاية الصحية المناسبة؛ مؤكدة على الحاجة إلى التوسع السريع والتأكد من وجود المهارات ذات الصلة في أنظمة الرعاية الصحية والرعاية الاجتماعية لضمان قدرتهم على الاستجابة لهذا الوباء وعواقبه على الأشخاص ذوي الإعاقة الذهنية. وقالت: «من الضروري لمقدمي الرعاية من الأسرة والموظفين والأطباء والعاملين في مجال الرعاية الصحية مراعاة هذه الاحتياجات من أجل توفير الرعاية والدعم المناسبين لذوي الإعاقة الذهنية».

## المخاوف
وقال آري نيمان الباحث الزائر في معهد لوري لسياسة الإعاقة في معهد لوري لسياسة الإعاقة في جامعة برانديز في ماساتشوستس. وهناك عدد من الولايات، بما في ذلك يوتا وتينيسي وألاباما، لديها خطط طوارئ طارئة توجه المستشفيات بعدم توفير المعدات الطبية، مثل أجهزة التنفس الصناعي، للأشخاص الذين يعانون من إعاقات فكرية وإدراكية معينة، إذا ما تم ذلك المعدات أصبح نادرا. قدمت عدة مجموعات، بما في ذلك مركز التمثيل العام وبرنامج الدفاع عن الإعاقات في ولاية ألاباما، شكوى إلى مكتب الحقوق المدنية التابع لوزارة الصحة والخدمات الإنسانية، تزعم أن خطة عمليات الطوارئ التابعة لوزارة الصحة العامة في ولاية ألاباما تنتهك خطة عمليات الطوارئ التابعة لوزارة الصحة العامة في ولاية ألاباما. ووفقاً للشكوى، ينص القانون الاتحادي لحقوق المعوقين، بما في ذلك قانون الأمريكيين ذوي الإعاقة.

## الأثار الناجمة لفيروس كورونا المستجد على ذوى الإعاقة
أُخرج الحكم الوارد وصفه أدناه من التشريع النهائي، وهو تأجيل للأشخاص ذوي الإعاقة والقائمين على رعايتهم.
بعد مفاوضات طويلة وشاقة، اتفق مجلس الشيوخ والبيت الأبيض على التفاصيل النهائية لمشروع قانون الإغاثة من الفيروس التاجي. ولم يتم التوصل إلى إقرار نهائي، وحتى وقت الصحافة لم يتم نشر نص مشروع القانون، ولكن تم الإعلان عن بعض التفاصيل. هناك 250 مليار دولار مخصصة للمدفوعات المباشرة للأفراد والأسر، 350 مليار دولار في قروض الشركات الصغيرة، 250 مليار دولار في استحقاقات التأمين ضد البطالة، و 500 مليار دولار في شكل قروض للشركات (والتي يمكن لمجلس الاحتياطي الاتحادي أن يصل إلى أكثر من 4 تريليون دولار). وصف زعيم الاقلية في مجلس الشيوخ تشاك شومر (د - نيويورك) هذا الأمر بانه «أكبر حزمة إنقاذ في التاريخ الامريكى» صباح اليوم الأربعاء في مجلس الشيوخ. ولكن لا تزال هناك أسئلة رئيسية حول كيفية تأثير مشروع القانون على الأشخاص الأكثر عرضة للفيروس التاجي: الأشخاص ذوو الإعاقة وكبار السن.
وفي اقتراح جمهوري سابق، فإن «المنظمات غير الربحية التي تتلقى نفقات ميديكيد» لن تتمكن من الحصول على قروض الشركات الصغيرة التي يمكن غفرانها. بعض المساعدين الديمقراطيين، وفقا لصحيفة واشنطن بوست، يشكون في أن هذا الاستبعاد هو محاولة لإلغاء تمويل الرعاية الصحية الإنجابية (والإجهاض) مقدمي مثل تنظيم الأسرة. السناتور جون باراسو (R-WY) على ما يبدو أكد هذا لبريت باير على فوكس نيوز.
ومع ذلك، فإن هذا الحكم سيكون البداية خدمات دعم الإعاقة المباشرة – على سبيل المثال، مساعدو الرعاية الصحية المنزلية والبرامج النهارية للأشخاص ذوي الإعاقات الكبيرة – تدار في الغالب من قبل المنظمات غير الربحية التي تأخذ أموال Medicaid. قوس الولايات المتحدة هو مثال رئيسي. ولتلك المنظمة 620 فرعاً، وتخدم، وفقاً لكبير مديرات السياسات نيكول جورويك، ما يقرب من مليون شخص يعانون من إعاقات ذهنية ونمائية وأسرهم. وتشمل الخدمات المقدمة خدمات يوم الكبار للأشخاص الذين قد لا تكون قادرة على العمل والمساعدة في أنشطة الحياة اليومية مثل النهوض من السرير أو الاستحمام.
إن العديد من دور التمريض وهي أيضا المنظمات غير الربحية التي تعتمد على ميديكيد، على الرغم من أنه يبدو أن لديهم نحت محددة في الاتفاق: 200 مليون دولار لمساعدة دور التمريض مع مكافحة العدوى، كما ظهرت هذه المرافق كما عرضة خصوصًا ل الفيروس التاجي. وجود الكثير من الناس المعرضين للخطر الذين يعيشون على مقربة من بعضها البعض عادة ما يكون tinderbox للعدوى، وهذا هو أكثر صدقا في وقت الفيروس التاجي. ومع ذلك، وفقا لمكتب الإحصاء الأميركي، يعيش 5 في المئة فقط من الأميركيين فوق سن 65 في دور رعاية، أو مرافق مساعدة على المعيشة، أو أشكال أخرى من الرعاية النظامية. وتعتمد الغالبية على الرعاية المنزلية المدفوعة الأجر، التي تديرها في الغالب منظمات غير ربحية تمولها ميديكيد، أو الرعاية غير المدفوعة الأجر من أفراد الأسرة. هذه هي على وجه التحديد أنواع الكيانات التي من شأنها أن تكون مقفلة من قروض الشركات الصغيرة، بموجب مشروع القانون الجمهوري في وقت سابق. في الرغبة في الركوع الأبوة المخططة، والجمهوريين قد تهلك الرعاية التي الملايين من المعوقين الاعتماد عليها.

## ما الذي يحتاجة الأشخاص ذوى الإعاقة إلى معرفته
- الأشخاص الذين يعانون من أمراض الرئة المزمنة أو الربو المتوسط إلى الحاد
- الأشخاص الذين يعانون من أمراض القلب الخطيرة
- الأشخاص الذين يعانون من السمنة الشديدة (مؤشر كتلة الجسم [BMI] ≤40)
- قد يكون الأشخاص الذين يعانون من حالات طبية كامنة، خاصة ً إذا لم تتم السيطرة عليها بشكل جيد، مثل المصابين بالسكري أو الفشل الكلوي أو أمراض الكبد معرضين للخطر أيضًا
- الأشخاص لذين يعانون من نقص المناعة. يمكن أن تسبب العديد من الحالات الشخص إلى المناعة، بما في ذلك علاج السرطان، والتدخين، ونخاع العظام أو زرع الأعضاء، ونقص المناعة، وفيروس نقص المناعة البشرية أو الإيدز سيئة المنقَبة، والاستخدام المطول للكورتيكوستيرويدات وغيرها من الضعف المناعي الأدوية بما في ذلك الأشخاص الذين يتلقون علاج السرطان

## نداءات عالمية لدعم ذوي الإعاقة لمواجهة فيروس كورونا
أشارت منظمة «هيومن رايتس ووتش» في بيان صادر لها إلى إن فيروس "كورونا" الجديد، المسبب لمرض «كوفيد-19»، يشكل مخاطر لكثير من الأشخاص ذوي الإعاقة حول العالم. وأن على الحكومات أن تبذل جهودا إضافية لحماية حقوقهم في الاستجابة الجائحة. كما دعا الأمين العام للأمم المتحدة إلى الالتزام بالتشاور مع الأشخاص ذوي الإعاقة والمنظمات التي تمثلهم، وضمان أن تكون أساليبنا غير التقليدية في العمل، والتعلم والتواصل بعضنا مع بعض، وكذلك استجابتنا العالمية لفيروس كورونا، شاملة للجميع وفي متناول الناس كافة.
وطالبت مقررة الأمم المتحدة الخاصة المعنية بحقوق الأشخاص ذوي الإعاقة كاتالينا ديفانداس أغيلار من جهتها سلطات الدول بتوفير معلومات الصحة العامة بشكل يمكن الأشخاص ذوي الإعاقة من الحصول عليها، مثل استخدام لغة الإشارة، والرسومات التوضيحية، والرسائل النصية وغيرها، إضافةً إلى تذليل الصعوبات التي تواجه ذوي الإعاقة للحماية من فيروس كورونا، كما دعت المسؤولة الفنية لمنظمة الصحة العالمية المعنية بقضايا الأشخاص ذوي الإعاقة ليندسي ليي الحكومات والمجتمعات إلى اتخاذ الاجراءات الكفيلة بحماية ذوي الإعاقة من فيروس كورونا المستجد.

## كيفية مواجهة ذوي الإعاقة فيروس كورونا المستجد(كوفيد-19)
تحدثت كاتالينا ديفانداس مقرّرة الأمم المتّحدة الخاصة المعنية بحقوق الأشخاص ذوي الإعاقة أنه يجب أن يتمّ تصميم القيود بدقّة، وأن تُستخدم أقل الوسائل تدخلاً لحماية الصحة العامة. فتقييد اتصال ذوي الإعاقة بأحبائهم بدون أي شكل من أشكال الحماية يعرّضهم للإساءة والإهمال في المؤسّسات. وتتحمّل الدول قدرًا متزايدًا من المسؤولية تجاه هؤلاء الأشخاص بسبب التمييز الهيكلي الذي يعانونه أصلاً." كما حثّت الدول على اعتماد بروتوكولات واضحة لحالات الطوارئ الصحية العامة وضمان ألّا يُمارس أيّ تمييز ضدّ ذوي الإعاقة عند الحصول على الرعاية الصحية في حال شحّت الموارد الطبية، بما في ذلك تدابير إنقاذ الحياة. وأوضحت قائلة: "لمواجهة الوباء، من الضروريّ أن تكون المعلومات حول كيفية الوقاية من فيروس كورونا واحتوائه في متناول الجميع. كما يجب إتاحة الحملات العامة والمعلومات التي تنشرها السلطات الصحية الوطنية بلغة الإشارة وغيرها من النسخ الأخرى المتوفّرة، بما في ذلك التكنولوجيا الرقمية المتاحة للجميع، والشروح النصية، وخدمات ترحيل البيانات، والرسائل النصية، واللغة السهلة والمبسّطة."

## كيفية مواجهة ذوى الإعاقة فيروس كورونا كوفيد 19المستجد
تحثت ديفانداس مسؤول ذوى الإعاقة بالامم المتحدة يجب أن يتمّ تصميم القيود بدقّة، وأن تُستخدم أقل الوسائل تدخلاً لحماية الصحة العامة. فتقييد اتصال ذوي الإعاقة بأحبائهم بدون أي شكل من أشكال الحماية يعرّضهم للإساءة والإهمال في المؤسّسات. وتتحمّل الدول قدرًا متزايدًا من المسؤولية تجاه هؤلاء الأشخاص بسبب التمييز الهيكلي الذي يعانونه أصلاً."
كما حثّت الدول على اعتماد بروتوكولات واضحة لحالات الطوارئ الصحية العامة وضمان ألّا يُمارس أيّ تمييز ضدّ ذوي الإعاقة عند الحصول على الرعاية الصحية في حال شحّت الموارد الطبية، بما في ذلك تدابير إنقاذ الحياة.
وأوضحت قائلة: «لمواجهة الوباء، من الضروريّ أن تكون المعلومات حول كيفية الوقاية من فيروس كورونا واحتوائه في متناول الجميع. كما يجب إتاحة الحملات العامة والمعلومات التي تنشرها السلطات الصحية الوطنية بلغة الإشارة وغيرها من النسخ الأخرى المتوفّرة، بما في ذلك التكنولوجيا الرقمية المتاحة للجميع، والشروح النصية، وخدمات ترحيل البيانات، والرسائل النصية، واللغة السهلة والمبسّطة.»

## إساءات تعرض لها الأشخاص ذوي الإعاقة مع انتشارفيروس كورونا المستجد
في توجيهات صارمة تتخطى حدود الإنسانية أمرت ولاية ألاباما بترك الأشخاص ذوي الإعاقة بما في ذلك متلازمة داون والشلل الدماغي والتوحد ليموتوا بسبب فيروس كورونا المستجد.
وذلك بموجب إرشادات جديدة حول من يجب على الأطباء إعطاءه الأولوية في تلقي العلاج، ويقول المدافعون عن الإعاقة في الولايات المتحدة إنهم انزعجوا من المبادئ التوجيهية التي نشرتها ولاية الاباما حول كيفية تقنين أجهزة التهوية مع زيادة انتشار الوباء الذي قد يحد من مواردهم الطبية.
قال آري نيمان الباحث الزائر في معهد لوري لسياسة الإعاقة في معهد لوري لسياسة الإعاقة في جامعة برانديز في ماساتشوستس بالولايات المتحدة أن هناك عدد من الولايات، بما في ذلك يوتا وتينيسي وألاباما، لديها خطط طوارئ طارئة توجه المستشفيات بعدم توفير المعدات الطبية، مثل أجهزة التنفس الصناعي، للأشخاص الذين يعانون من إعاقات فكرية وإدراكية معينة، إذا ما تم ذلك المعدات أصبح نادرا.
ورصد المجلس الأعلى لحقوق الأشخاص ذوي الإعاقة في الأردن تداولاً المنشور على صفحات التواصل الاجتماعي تظهر فيه سيدة مع نص يقول: “بعد أسبوعين راح نطيب من الكورونا ويبلشوا يعالجونا من التوحد”.
وتعليقا على المنشور قال المجلس إنه يعول على “وعي المواطن الأردني وتقديره لحجم المسؤولية في هذا الظرف الإستثنائي الذي تمر به البلاد”، داعيا الجميع “إلى عدم تداول مثل هذه العبارات التي تقرن جائحة كورونا بالتوحد لما في ذلك من إساءة شديدة لأصحاب هذه الإعاقات وذويهم، الذين يستحقون كل التقدير والاحترام لما يقومون به من دور فاعل بمجتمعهم وخدمة وطنهم في حدود ما أتيح لهم من إمكانيات”.
وأكد المجلس، في بيان، أن “الأولى أن يحظى الأشخاص ذوي الإعاقة، خصوصاً اضطراب التوحد والإعاقات الذهنية المختلفة، بالاهتمام من ناحية رفع الوعي والتدابير الوقائية والمساعدة فيما يواجهونه من تحديات في مثل هذا الظرف العصيب”.
كما انقذت إدارة حماية الأسرة في الأردن، فتاة من ذوي الاحتياجات الخاصة، بعدما طردها أقربائها للاشتباه بإصابتها بفيروس كورونا المستجد.

## مبادرات لدعم الأشخاص ذوي الإعاقة لمواجهةفيروس كورونا المستجد
أعدت لجنة المرأة ذات الإعاقة بالمجلس القومى للمرأة في مصر دليلا بعنوان: دلیل الأشخاص ذوى الإعاقة في مواجھة مخاطر انتشار فیروس كورونا.
أطلق المركز البحريني للحراك الدولي حملة توعوية بمخاطر انتشار فيروس كورونا تحت شعار (الحراك_ضد_كورونا) وتأتي دعماً للجهود الوطنية للتصدي ومنع انتشار فيروس كورونا، وتستهدف الحملة توعية المجتمع وبشكل خاص الأشخاص ذوي الإعاقة في كيفية تعقيم الأدوات والكراسي المتحركة والعصي وكل مستلزمات المعاقين التي تكون عرضة لنقل الفيروس.
دعت المسؤولة الفنية لمنظمة الصحة العالمية المعنية بقضايا الأشخاص ذوي الإعاقة ليندسي ليي الحكومات والمجتمعات إلى اتخاذ الاجراءات الكفيلة بحماية ذوي الإعاقة من فيروس كورونا المستجد.